# Gjermundbu-Helm
Der Gjermundbu-Helm ist ein Helm aus Norwegen. Er gehört zu der Gruppe der Brillenhelme oder nordischen Kammhelme.

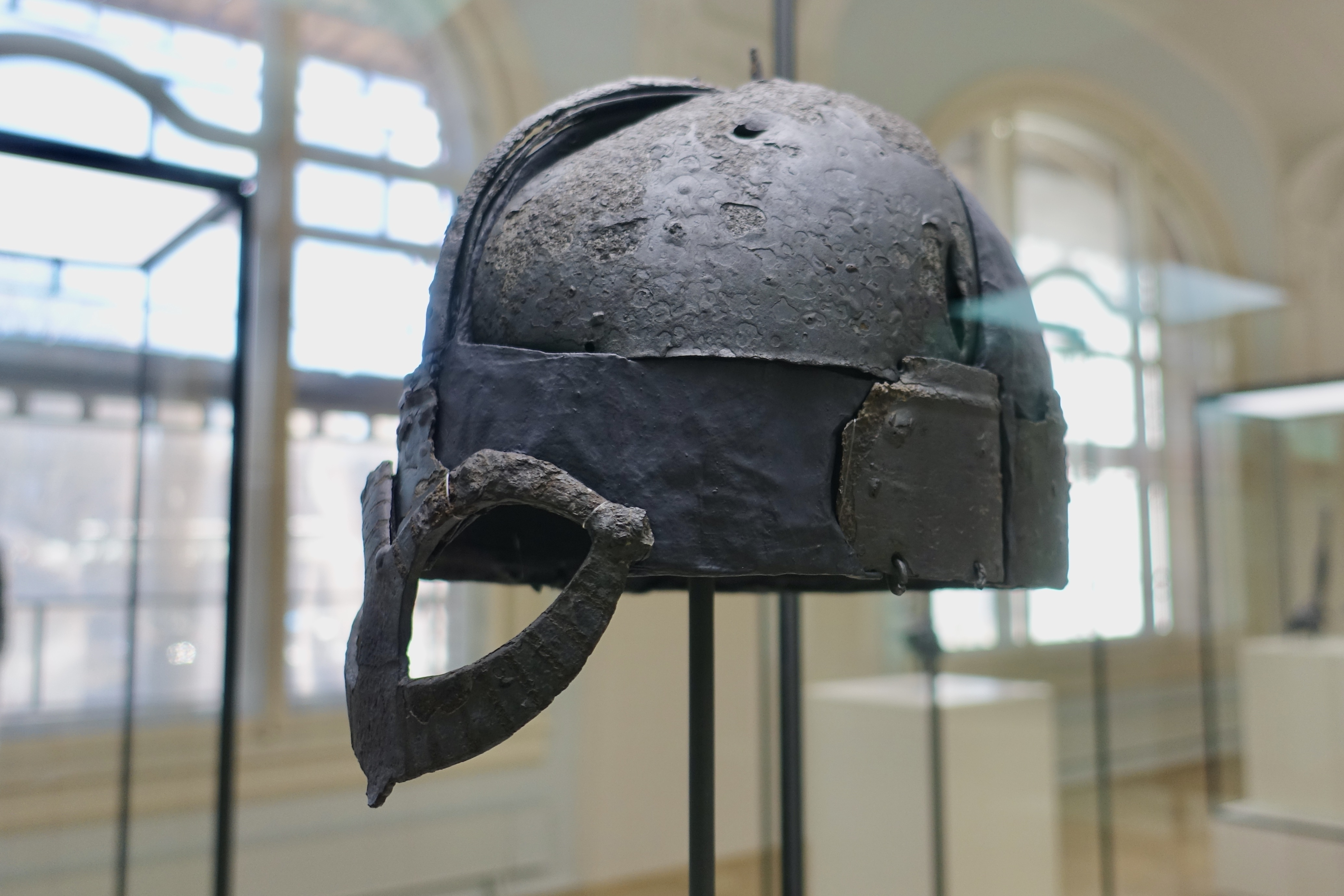
Gjermundbu-Helm

Eines der markantesten Gräber Norwegens ist der Grabfund von Gjermundbu (Museum Nr. C27317) (norweg. Gjermundbufunnet oder Gjermundbugraven genannt) im Fylke Buskerud. Das Reitergrab wurde 1943 in einem Grabhügel in Vesleenga, heute Teil der Gemeinde Ringerike, entdeckt. Auf dem Gelände befand sich ein runder Grabhügel aus der Eisenzeit. Westlich davon befand sich eine lange Erhebung, die für einen Obstgarten eingeebnet werden sollte. Als die Arbeit begann, tauchen Funde auf, die Anlass waren, den Lokalhistoriker zu kontaktieren. Die Erhebung war ein etwa 29,0 Meter langer, maximal 9,0 Meter breiter und bis zu 1,8 Meter hoher Grabhügel, in dem sich später zwei verschiedene Brandgräber aus der Wikingerzeit fanden. Sverre Marstrander (1910–1986) und Charlotte Blindheim (1917–2005) führten eine Nachgrabung durch, ohne dass weitere Objekte zum Vorschein kamen. Marstrander stellte fest, dass es sich um das Grab eines besonders reichen Mannes aus der Wikingerzeit handelte und nahm die Objekte mit nach Oslo. Im selben Jahr wurde im Hügel ein weiteres Grab aus der gleichen Zeit entdeckt. Die Funde tragen die Bezeichnungen Gjermundbu I und II.

## Beschreibung
Der Gjemundbu-Helm besteht aus Eisen. Er wurde 1943 in einem Grabhügel in Gjermundbu in Norwegen gefunden. Seine Helmglocke ist halbkugelförmig und besteht aus drei Eisenbändern, wovon zwei von der Rückseite zur Stirn und eines von Ohr zu Ohr laufen. Unter dieses Grundgerüst sind vier getriebene Metallplatten aufgenietet und bilden so die Helmglocke. An der Helmvorderseite sind Augenbrauen aus Metall sowie ein Gesichtsschutz in der Form einer Brille angebracht. Diese Brille gibt der Helmklasse ihren Namen (Brillenhelme). Anhand der Befestigungslöcher auf dem Helm und Resten eines Kettenpanzers wird angenommen, dass ein Kettengewebe den Nacken und die Seiten des Halses schützte. Aufgrund einer Befestigungsöffnung an der Oberseite wird angenommen, dass dort ein Dorn zur Befestigung eines Helmbuschs (Zimier) angebracht war.
Er befindet sich heute im nationalen Antikenmuseum (Oldsaksamlinga) in Oslo.